# ئی‌ای موبایل

ئی‌ای موبایل (انگلیسی: EA Mobile) شرکت بازی ویدئویی آمریکایی است، که در سال ۲۰۰۴ تأسیس شد.